# فاموکسادون
فاموکسادون (به انگلیسی: Famoxadone) یک ترکیب شیمیایی با شناسه پاب‌کم ۲۱۳۰۳۲ است. 